# 家庭教師
家庭教師（かていきょうし、英: private teacherあるいはprivate tutorあるいは単にtutor）は、家庭に招かれてその家庭の子弟（＝子供）の学習を指導する人。家庭など私的な場所で、青少年を、マン・ツー・マン指導をする教師。

## イギリスの場合

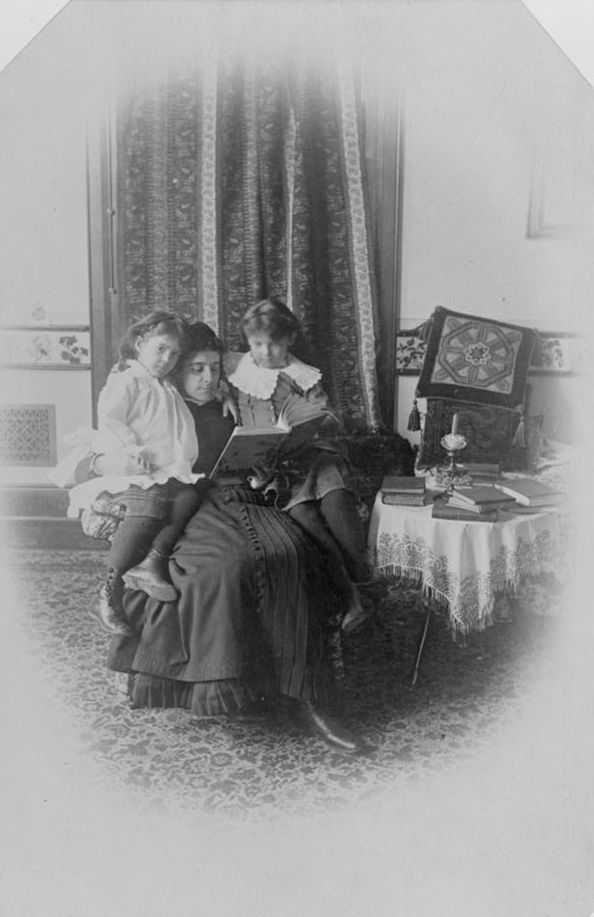
アレクサンダー・グラハム・ベルの娘に本を読み聞かせるガヴァネス（1885年）

イギリスでは近代になるまで一般庶民を対象とした教育機関はほとんど未整備で、聖職者の家庭や教会でキリスト教の説教とともに簡単な読み書きが教えられるにすぎなかった。上流階級でも子弟が教育機関で教育を受けることはほとんどなく、代わりに学者が住み込みで家庭教師として子弟の教育にあたっていた。
ヴィクトリア時代の上位中産階級では幼少期はガヴァネスと呼ばれる女性の家庭教師が読み書き計算、教養、礼儀作法を教えた。男子は成長するとチューター（tutor）からより高度な教育を受けるか、寄宿舎のある名門校に通うため家を出た。チューターは学者や芸術家であり自身の専門分野をパートタイムで教えていた。
家庭教師を行っていた著名な人物には、劇作家のベン・ジョンソンやトマス・ホッブズがいる。アダム・スミスはグラスゴー大学教授を辞めて貴族の家庭教師になっている。

## 日本の場合

### 近代
日本でも明治から戦前あたりまで学校の代わりとしての家庭教師が存在した。

### 現代
現代では、主に小学生から高校生に対し、家庭でを教える私的な指導者・教師をいう。
保護者が家庭教師を依頼するのは、主に以下のような場合。
- （成績全般の向上）当該の子弟（子供）が、学校の授業だけでは十分に学力がついておらず、定期テストなどの点数が概してかんばしくなく、学力全般を向上させテスト全般の点数を上げるため。
- （特定科目の改善）子供が特定の科目だけ苦手になってしまい、いきづまり、その科目だけ何か特別な、抜本的な対策が必要と判断された場合。
- （受験勉強の指導）　「受験勉強」という、定期テストの勉強ともそれなりに異なった勉強に関して、やり方を指導して、志望校に合格させるため。塾と併用する家庭も増えている。[6]
- （その他に、稀だが）子供が一人っ子で兄弟がおらず適当な話し相手がいない場合に、両親よりも子供に年齢が近くて、一種の「お兄さん」や「お姉さん」のような存在、メンター的な存在、定期的に会って子供の話を親身に聞いてくれる人、になってもらえることを期待して、それを主たる動機として、そして「勉強」のほうは なかば口実として依頼する、ということが行われることもある（無論その場合でも、成績も向上すればなおさら良い、一石二鳥、との判断も働いている）。

家庭教師を依頼される人は以下のような人である。
- （偏差値が十分に高い大学の）現役の大学生で、アルバイトのために、家庭教師派遣業者に家庭教師候補者として登録した人。
- すでに大学は卒業し仕事をしているが、本業の傍らにアルバイトで家庭教師を行なっている人。
- 専業で職業として家庭教師を行っている人（プロ家庭教師）。
- （やや少数だが）当該の家庭の親族・知人などに当たる大学生や元大学生（社会人）。保護者がもともと知っている親類や知人で、もともと人柄や学力も分かっている人に、家庭教師をしてくれないか、と直接依頼する場合。

なお家庭教師をするために特別な資格は必要無い。法律上の身分は教師ではないので教員免許は不要。ただし他人に勉強を教える性質上、頭の良さは当然必要である。最低限、偏差値が十分に良い大学の入学試験に合格し入学した、つまり家庭教師自身が受験に成功した、という過去の事実・実績があれば、家庭教師の仕事が依頼される可能性がある。大学卒業後は教師になることを目指している現役大学生が、家庭教師のアルバイトをすることもある。
なお、実際に家庭教師の仕事が始まって、「教え方」が上手だとか、子供との「相性」が良い、と評価されれば保護者は依頼を継続し、その反対に教え方が下手だとか、子供との相性が良くない、と判断されると仕事は打ち切りとなったり、（家庭教師派遣業者経由の依頼の場合は）他の家庭教師を探し見つかれば交代となる（スイッチされる）、といった展開となる。
なお、インターネット回線速度の向上により、オンライン家庭教師も主流となってきている。
法律上の定義：特には無い
家庭教師そのものを定義した法律は存在しない。あえて言えば、特定商取引に関する法律（特商法）における「事業者サービスとしての定義」ぐらいしかなく、それはせいぜい「学校（小学校や幼稚園を除く）の入学試験に備えるためまたは学校教育（大学や幼稚園を除く）の補習のための学力の享受（いわゆる学習塾以外の場所において提供されるものに限る）」といった程度の文言にすぎない。
派遣業者
事業者は、法人の派遣会社が主体であり、日本においては、もっぱらこの法人派遣会社が家庭教師を仲介、または派遣することが主流である。その他一部ではあるが、産業区分で出版社に分類される教材販売事業者が家庭教師サービスを提供していたり、個人営業で生徒を募集している個人事業主であったり、インターネット上で個人契約を斡旋する、法人派遣会社と個人事業主の中間形態としての情報サービスもある。

#### 市場規模・傾向・展開
塾などを含めた小中高校生の受験または補習を目的とした、すべての学習サービス全体において、家庭教師が占める割合は数%程度である。
業界の市場規模は、300億円から400億円程度と推計されている。学習塾市場の約1兆円と比べて小さいが、株式会社トライグループの市場占有率は過半に近い（ただし、株式会社トライグループはピーク時の売上高から2005年時点ではほぼ半減し、同社の市場占有率は大幅に下がっている。同期間の市場規模は微減程度であるため、これについては個別指導塾の台頭、特商法の施行とそれに伴う新興勢力のシェア獲得が原因と見られる）。最近では体育に対応した教師を派遣する事業者もある。
少子化の影響と個別指導塾との競合により、市場全体では漸減傾向にある。2004年には西日本地域を基盤とし、当時年商22億円を誇り大手センターの一角であった「家庭教師のファイト」（株式会社ファイトグループ）が倒産している。
既存事業者においては個別指導塾を併設運営したり、インターネットを使った遠隔指導（eラーニング）などの派生サービスなど、個別指導塾か遠隔指導のいずれ、もしくは両方を運営しており、学習塾など他の学習サービスと同様に少子化に伴う競争が激化している。
競争が激化する中、事業者の営業活動は、大きく分けて「商談即日契約」と「面会後日契約」の2つが目立つ。
「商談即日契約」の場合、利用者は商談時の説明によって即日入会を判断する。この事業者には自社アピールができるというメリットがある。しかし、競合時には自社が絶対的優位になるためのセールスを余儀なくされるため、利用者には客観的な判断が求められる。
一方、「面会後日契約」の場合、利用者は担当教師に会って体験してから翌日以降に入会を判断する。この事業者には特別にセールスする機会はなく、紹介する教師が良くなければ顧客獲得には繋がらない。
市場の動向としては後者に関心が高まっている。